# Сенсей
Сенсей (先生) е почетна титла, използвана за показване на уважение в Китай и Япония. Дословно се превежда като „човек, роден преди друг“ или „този, който идва по-рано“. Като цяло тя се използва в подходяща форма след името на човека и означава „учител“. Думата също се използва за обозначаване или за обръщение към специалисти или лица, които имат правомощия, като духовници, счетоводители, адвокати, лекари и политици. или да се покаже уважение към някой, който е достигнал определено ниво на майсторство в изкуството или някакъв друг вид умение, например писатели, музиканти, художници и майстори на бойните изкуства.

## Етимология
Двата йероглифа, които съставляват термина може да бъдат директно преведени като „роден преди“ и показват човек, който учи, благодарение на мъдростта си, придобита от възраст и опит.
Думата предшествана от прилагателното 大, което се произнася като „дай“ или „о“, което означава „велик“ или „голям“, често се превежда като „велик майстор“. Съставният термин дай-сенсей понякога се използва за обозначаване на върховния сенсей в дадено училище, особено в системата Иемото (система за обучение по традиционни японски изкуства, например – Чаената церемония). За по-старите членове на групата, които не са достигнали нивото на сенсей, се използва терминът сенпай (先輩)
. Забележете съвместното използване на знака „до, преди“ (先); в бойните изкуства това е особено използвано за най-висшия не-сенсей член.
Японският израз сенсей се изписва по същия начин (канджи) като на китайски (先生). В Китай това е титла за уважаван човек. В мандарин, изразът се използва точно толкова, колкото титлата „господин“. В някои китайски диалекти е бил използван по адрес на учителите от двата пола, но това е отпаднало в мандарин. В Япония, сенсей все още се използва, за хора от двата пола.